# Serie del Caribe 2025
La Serie del Caribe 2025 fue la 67.ª edición del torneo de béisbol de clubes profesionales de la Serie del Caribe, que se llevó a cabo del 31 de enero al 7 de febrero de 2025 en la ciudad de Mexicali, en México. La instancia del evento fue confirmada durante una conferencia de prensa, por parte de la Confederación de Béisbol Profesional del Caribe, en Santo Domingo durante el año 2022.
La Serie del Caribe del año 2025 originalmente se tenía prevista realizarse en San Juan, Puerto Rico, pero debido a diferentes circunstancias [cita requerida] y a la anexión de Miami para la realización de la Serie del Caribe 2024, el calendario de sedes tentativas para el torneo fue modificado, con México dejando de ser programado para 2024 y ser planeado para la edición del 2025. 
Esta serie reunió a los equipos de béisbol profesional campeones de los torneos de los países que integran la Confederación de Béisbol Profesional del Caribe: Venezuela, República Dominicana, Puerto Rico y México, más la representación de Japón en calidad de invitada, que además participó por primera vez en la historia del clásico caribeño.
En la Final de la 67.ª edición del Clásico Caribeño, los Leones del Escogido, representantes de la República Dominicana, se titularon campeones con registro estadístico de 4-2, al vencer con marcador de 1-0 a los Charros de Jalisco, representantes de México; obteniendo de esta manera, su campeonato número cinco (5) en sus diez (10) participaciones históricas en Series del Caribe y al mismo tiempo el título número veintitrés (23) para la República Dominicana.

## Estadio
El parque de pelota en el que se desarrolló esta edición de la Serie del Caribe fue el Estadio Nido de los Águilas, en la ciudad de Mexicali, Baja California, México, en el cual disputan en la actualidad sus encuentros los Águilas de Mexicali de la Liga Mexicana del Pacífico.
El estadio fue sometido a una serie de remodelaciones para albergar el torneo, incrementando su capacidad de 16.000 a 18.500 personas. 

## Formato del torneo
En esta edición número 67 de la Serie del Caribe, se utilizó el formato de todos contra todos a una sola vuelta, en la cual los 5 equipos se enfrentaron una sola vez entre sí. Las 4 novenas que obtuvieron la mayor cantidad de victorias disputaron las semifinales (1° vs. 4° y 2° vs. 3°) en donde los perdedores jugaron el Partido por el Tercer Lugar y los ganadores disputaron la Gran Final para decidir el campeón del torneo.

## Equipos participantes
| País                 | Equipo              | Liga/vía de clasificación                                                      |
| -------------------- | ------------------- | ------------------------------------------------------------------------------ |
| Japón                | Japan Breeze        | Invitado por la Confederación de Béisbol Profesional del Caribe (CPBC)         |
| México               | Charros de Jalisco  | Campeón de la Liga Mexicana del Pacífico (2024-25)                             |
| Puerto Rico          | Indios de Mayagüez  | Campeón de la Liga de Béisbol Profesional Roberto Clemente (2024-25)           |
| República Dominicana | Leones del Escogido | Campeón de la Liga de Béisbol Profesional de la República Dominicana (2024-25) |
| Venezuela            | Cardenales de Lara  | Campeón de la Liga Venezolana de Béisbol Profesional (2024-25)                 |

## Ronda preliminar

### Posiciones
| Posición | Equipo              | J | G | P | Ave.  | VTJ  | CA | CP | DC  | R  | H-H |
| -------- | ------------------- | - | - | - | ----- | ---- | -- | -- | --- | -- | --- |
| 1        | Charros de Jalisco  | 4 | 4 | 0 | 1.000 | 0.00 | 19 | 4  | +15 | G4 | 0–0 |
| 2        | Cardenales de Lara  | 4 | 2 | 2 | .500  | 2.00 | 21 | 9  | +12 | G2 | 1–1 |
| 3        | Leones del Escogido | 4 | 2 | 2 | .500  | 2.00 | 21 | 13 | +8  | P2 | 1–1 |
| 4        | Indios de Mayagüez  | 4 | 2 | 2 | .500  | 2.00 | 19 | 27 | -8  | G1 | 1–1 |
| 5        | Japan Breeze        | 4 | 0 | 4 | .000  | 4.00 | 5  | 32 | -27 | P4 | 0–0 |

Glosario:
- J: Jugados
- G: Ganados
- P: Perdidos
- Ave: Promedio del Equipo
- VTJ: Ventaja
- CA: Carreras Anotadas
- CP: Carreras Permitidas
- DC: Diferencia de Carreras
- R: Racha
- H-H: Head-To-Head (Racha entre dos equipos específicos. Se usa como criterio de desempate)

#### Clasificación para la fase final
| - | Clasificados a las Semifinales. |
| - | Equipo Eliminado.               |

- Hora local UTC-8:00 (aplicado para Mexicali – México)

| Fecha        | Hora  | Visitante           | Resultado | Home Club           | Estadio             | Descansa            |
| ------------ | ----- | ------------------- | --------- | ------------------- | ------------------- | ------------------- |
| 31 de enero  | 13:30 | Cardenales de Lara  | 0-2       | Leones del Escogido | Nido de los Águilas | Japan Breeze        |
| 31 de enero  | 20:00 | Indios de Mayagüez  | 1-8       | Charros de Jalisco  | Nido de los Águilas | Japan Breeze        |
| 1 de febrero | 12:50 | Leones del Escogido | 12-1      | Japan Breeze        | Nido de los Águilas | Indios de Mayagüez  |
| 1 de febrero | 17:50 | Charros de Jalisco  | 2-1       | Cardenales de Lara  | Nido de los Águilas | Indios de Mayagüez  |
| 2 de febrero | 12:50 | Japan Breeze        | 2-3       | Indios de Mayagüez  | Nido de los Águilas | Cardenales de Lara  |
| 2 de febrero | 17:50 | Leones del Escogido | 0-2       | Charros de Jalisco  | Nido de los Águilas | Cardenales de Lara  |
| 3 de febrero | 12:00 | Cardenales de Lara  | 10-5      | Indios de Mayagüez  | Nido de los Águilas | Leones del Escogido |
| 3 de febrero | 17:00 | Charros de Jalisco  | 7-2       | Japan Breeze        | Nido de los Águilas | Leones del Escogido |
| 4 de febrero | 14:00 | Indios de Mayagüez  | 10-7      | Leones del Escogido | Nido de los Águilas | Charros de Jalisco  |
| 4 de febrero | 19:00 | Japan Breeze        | 0-10      | Cardenales de Lara  | Nido de los Águilas | Charros de Jalisco  |

## Fase final
|  | Semifinales                        | Semifinales        |                                    |   | Final | Final |
|  |                                    |                    |                                    |   |       |       |
|  | 5 de febrero - Nido de los Águilas |                    |                                    |   |       |       |
|  |                                    |                    |                                    |   |       |       |
|  | Leones del Escogido                | 5                  |                                    |   |       |       |
|  | Leones del Escogido                | 5                  | 7 de febrero - Nido de los Águilas |   |       |       |
|  | Cardenales de Lara                 | 4                  |                                    |   |       |       |
|  | Cardenales de Lara                 | 4                  | Leones del Escogido                | 1 |       |       |
|  | 5 de febrero - Nido de los Águilas |                    | Leones del Escogido                | 1 |       |       |
|  |                                    | Charros de Jalisco | 0                                  |   |       |       |
|  | Indios de Mayagüez                 | Charros de Jalisco | 0                                  | 1 |       |       |
|  | Indios de Mayagüez                 |                    |                                    | 1 |       |       |
|  | Charros de Jalisco                 | 3                  |                                    |   |       |       |
|  | Charros de Jalisco                 | 3                  | Tercer lugar                       |   |       |       |
|  |                                    |                    |                                    |   |       |       |
|  | 6 de febrero - Nido de los Águilas |                    |                                    |   |       |       |
|  |                                    |                    |                                    |   |       |       |
|  | Indios de Mayagüez                 | 7                  |                                    |   |       |       |
|  | Indios de Mayagüez                 | 7                  |                                    |   |       |       |
|  | Cardenales de Lara                 | 4                  |                                    |   |       |       |

### Semifinales
| Fecha        | Hora  | Visitante           | Resultado | Home Club          | Estadio             |
| ------------ | ----- | ------------------- | --------- | ------------------ | ------------------- |
| 5 de febrero | 14:00 | Leones del Escogido | 5-4 (11)  | Cardenales de Lara | Nido de los Águilas |
| 5 de febrero | 19:00 | Indios de Mayagüez  | 1-3       | Charros de Jalisco | Nido de los Águilas |

### Tercer lugar
| Fecha        | Hora  | Visitante          | Resultado | Home Club          | Estadio             |
| ------------ | ----- | ------------------ | --------- | ------------------ | ------------------- |
| 6 de febrero | 19:00 | Indios de Mayagüez | 7-4       | Cardenales de Lara | Nido de los Águilas |

### Final
| Fecha        | Hora  | Visitante           | Resultado | Home Club          | Estadio             |
| ------------ | ----- | ------------------- | --------- | ------------------ | ------------------- |
| 7 de febrero | 19:00 | Leones del Escogido | 1-0       | Charros de Jalisco | Nido de los Águilas |

## Campeón
| Bandera de la República Dominicana |
| Leones del Escogido 5º. título     |
|                                    |